# The Little Accident
Pour l’article homonyme, voir Little Accident.
The Little Accident est un film américain en noir et blanc réalisé par William James Craft, sorti en 1930.

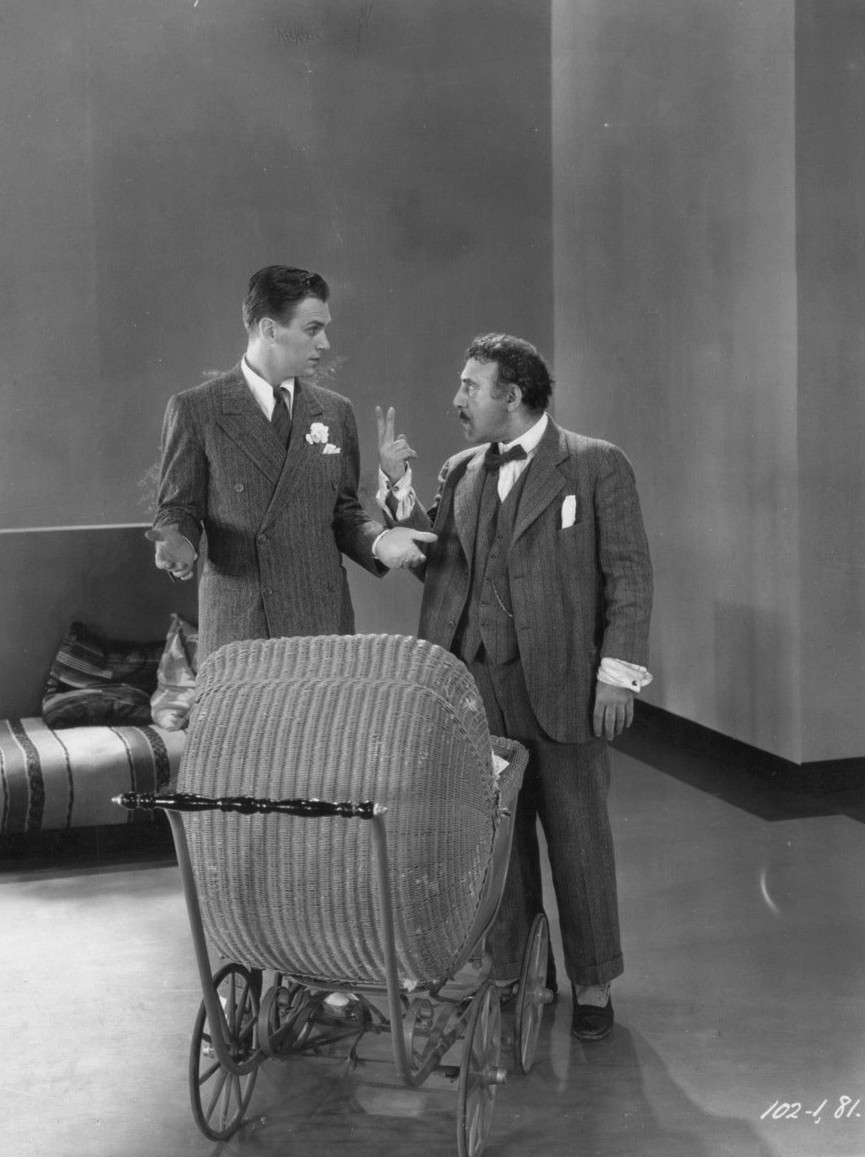
Douglas Fairbanks Jr. et Roscoe Karns dans une scène du film.

Deux remakes suivront : Little Accident (1939) et Casanova le petit (1944).

## synopsis
À la veille de son second mariage, Norman Overbeck apprend qu'il est le père du nouveau-né de son ex-femme, celle-ci étant enceinte au moment de leur divorce. Après s'être fiancé à deux femmes, dans le but d'avoir le bébé, il retourne auprès de son ex-femme.

## Fiche technique
- Réalisation : William James Craft
- Scénario : Gladys Lehman et Gene Towne
  - d'après la pièce Little Accident de Floyd Dell et Thomas Mitchell, et le roman An Unmarried Father de Floyd Dell[1].
- Photographie : Roy Overbaugh
- Montage :	Harry W. Lieb
- Producteur : Carl Laemmle Jr.
- Société de production : Universal Pictures
- Pays de production :  États-Unis
- Langue d'origine : anglais américain
- Format : noir et blanc — pellicule : 35 mm — image : 1,20:1 — son : mono (Western Electric Sound System)
- Genre : comédie dramatique[2]
- Durée : 82 minutes
- Date de sortie : 3 août 1930

## Distribution

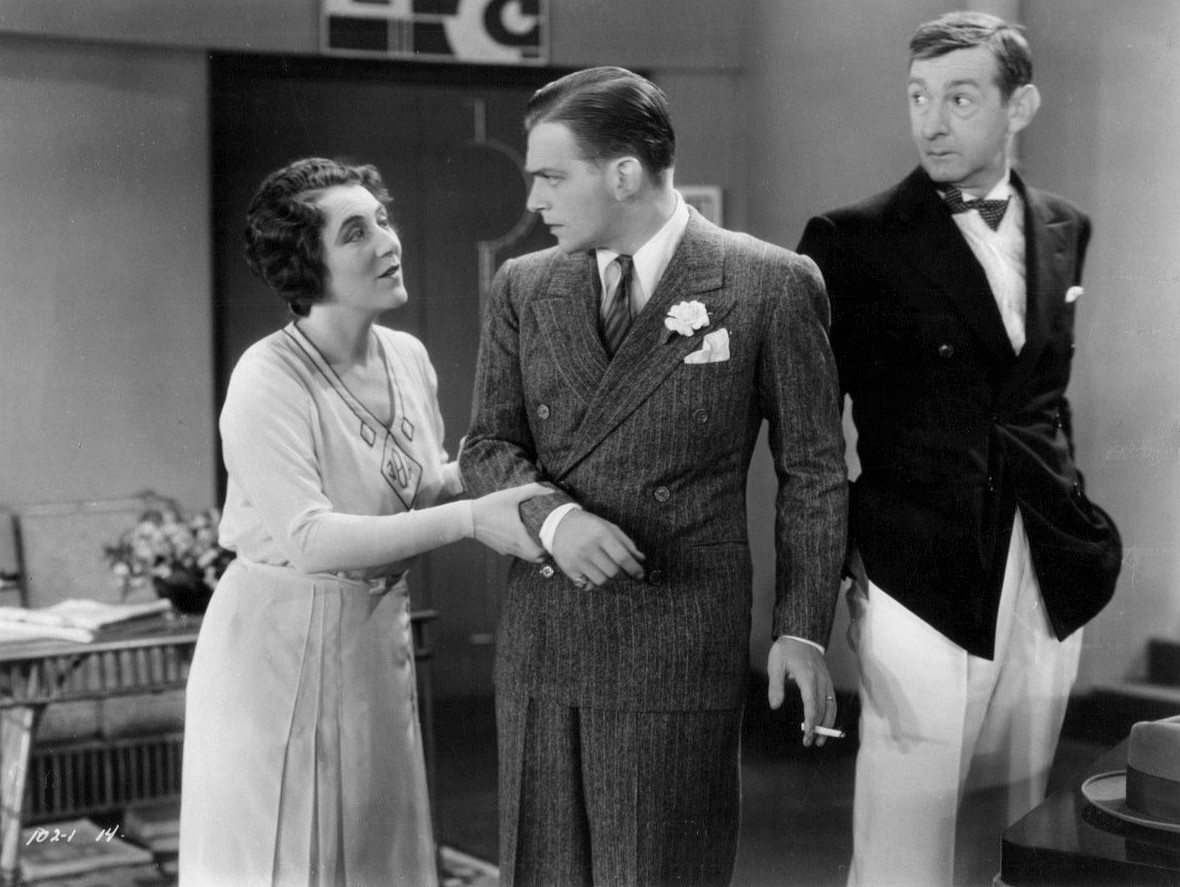
Une actrice non identifiée, Douglas Fairbanks Jr. et Slim Summerville dans une scène du film.

- Douglas Fairbanks Jr. : Norman Overbeck
- Anita Page : Isabel
- Sally Blane : Madge
- ZaSu Pitts : Monica
- Joan Marsh : Doris
- Roscoe Karns : Gilbert
- Slim Summerville : Hicks
- Henry Armetta : Rudolpho Amendelara
- Myrtle Stedman : Mrs. Overbeck
- Albert Gran : Mr. Overbeck
- Nora Cecil : Dr. Zernecke
- Bertha Mann : Miss Hemingway
- Gertrude Short : Miss Clark
- Dot Farley : Mrs. Van Dine